# Sông Cái Ninh Hòa
Sông Cái Ninh Hòa (tên khác: Sông Dinh) là một con sông đổ ra Biển Đông. Sông có chiều dài 53 km và diện tích lưu vực là 916 km². Sông Cái Ninh Hoà chảy qua các tỉnh Đắk Lắk, Khánh Hòa.